# Promedio rojo
Promedio rojo es una película chilena de comedia juvenil, dirigida por Nicolás López y estrenada el año 2004, con gran éxito de taquilla. Fue alabada internacionalmente por Quentin Tarantino, quien la calificó como «la película más divertida del año». El nombre del filme es una referencia al sistema de calificación en la enseñanza básica y media chilena, donde las calificaciones y promedios regulares, buenos o sobresalientes se registran en la documentación e informes académicos con tinta azul, mientras que los deficientes se registran con tinta roja.
Durante el segundo semestre de 2013 se estrenó su secuela, llamada Mis peores amigos.

## Argumento
Es la historia de cómo Roberto Rodríguez (Ariel Levy), un joven nerd de 17 años, trata de sobrevivir al Tercero Medio, su penúltimo año en el ficticio colegio Valiño High School de Santiago. Planea graduarse lo antes posible para cumplir su sueño de convertirse en un exitoso dibujante de cómics profesional, en los cuales es prácticamente un experto.
Es un joven obeso, tímido, impopular y sin carisma, cuyos amigos que van en el mismo curso, son considerados tan fracasados como él: Horacio Sánchez, más conocido como Condoro (Nicolás Martínez), un chico pervertido, escandaloso y bromista que pasa todo el día en la casa de Roberto porque no tiene dónde comer, y Hugo Delgado, más conocido como Papitas (Sebastián Muñiz), un chico grande, regordete e infantil, quien solo les interesa porque su papá es millonario por lo que él les paga todo.
El año escolar se le pone complicado a Roberto, no sólo porque tiene que lidiar con las burlas y el rechazo tanto de sus maestros como de sus compañeros, entre ellos el bully de Marcos (Eduardo Bertrán), sino también porque se enamora de su nueva compañera de curso, Cristina Santelices (Xenia Tostado), una bonita chica de nacionalidad española. Roberto, sin mucha sorpresa, ve cómo ella es coqueteada por el repelente galán del colegio, Fernando Leiva, apodado en la escuela como Fele (Benjamín Vicuña), quien cursa Cuarto Medio y se ha metido con cuanta chica atractiva se le haya cruzado gracias a sus irresistibles encantos 'artísticos' y 'poéticos'.
Sin embargo, Roberto descubre que ella comparte de manera curiosa su afición por los cómics y también es seguidora de la revista La Pieza Oscura. Decidido a captar su atención y no dejarle el camino libre a Fele, quien gracias a un último consejo de su abuelo (Fernando Farías) está dispuesto a apartarlo del medio, Roberto busca un plan.
Paralelamente, Roberto se sumerge en las aventuras del cómic que él mismo creó, "La Extraña Obesidad del Ser", cuyo protagonista es su alter ego: un superhéroe extremadamente grande y robusto que combate los abusos y la delincuencia al estilo de Superman, pero que en lugar de volar, rebota.

## Reparto

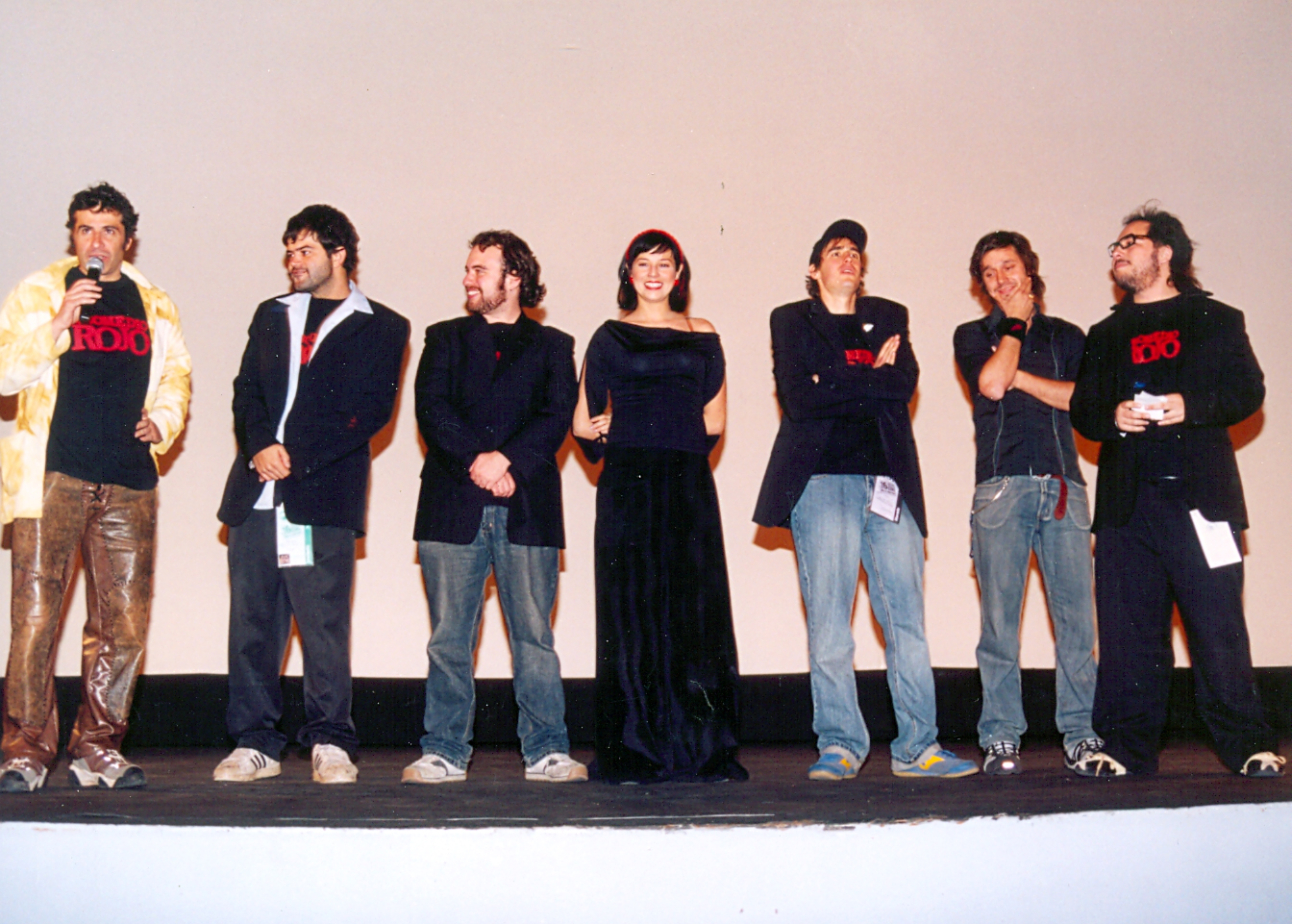
Elenco de la película en 2004.

- Ariel Levy como Roberto Rodríguez.
- Xenia Tostado como Cristina Santelices.
- Benjamín Vicuña como Fernando Leiva "Fele".
- Nicolás Martínez como Horacio Sánchez "Condoro".
- Sebastián Muñiz como Hugo Delgado "Papitas" / Massera.
- Cristina Peña y Lillo como Marcela Salas.
- Eduardo Bertrán como Marcos.
- Ernesto Belloni como padre de Fele.
- Tatiana Astengo como la enfermera Bravo.
- Katty Kowaleczko como madre de Fele.
- Teresita Reyes como la madre de Roberto.
- Fernando Larraín como profesor Manolo.
- Santiago Segura como el dentista.
- Fernando Farías como el abuelo de Roberto.
- Juan Andrés Salfate como Jabba.

## Banda sonora
El tema central de la película es «En tus manos», de la banda de rock chilena Casino.
| Artista - Nombre (Duración)                                 |
| ----------------------------------------------------------- |
| 01 - Roberto y Condoro - Querís baliar conmigo (0:17)       |
| 02 - Casino - En tus manos (4:13)                           |
| 03 - Weezer - The Good Life (4:16)                          |
| 04 - Mólotov - Here we kum (4:15)                           |
| 05 - Hole - Rockstar (2:41)                                 |
| 06 - Vernie - Mis sueños mienten de verdad (3:51)           |
| 07 - Monica - Chao (2:19)                                   |
| 08 - Patricio Renán - Por amor (2:54)                       |
| 09 - Miranda! - Tu juego (4:02)                             |
| 10 - Marciano - Neruda                                      |
| 11 - Fele - Cristina (1:02)                                 |
| 12 - Elastica - Da da da (3:49)                             |
| 13 - Yeah Yeah Yeahs - Y control (3:59)                     |
| 14 - Tiro al aire - Ten arriba (2:33)                       |
| 15 - Rosco Roswell Atomic Go Go Punk - Promedio rojo (3:54) |
| 16 - Magmamix - i Wanna Be A Cowboy (3:04)                  |
| 17 - Sinergia - Amor alternativo (3:54)                     |
| 18 - Babasónicos - Camarín ()                               |
| 19 - La extraña obesidad del ser - The movie (1:35)         |
| 20 - La extraña obesidad del ser - Opening (1:04)           |
| 21 - La extraña obesidad del ser - VS GayMan (4:03)         |
| 22 - Momento triste (0:37)                                  |

## Curiosidad
- El nombre de Roberto Rodríguez fue extraído de la tenimesista chilena Berta Rodríguez.
- Una parte de la película se rodó en el colegio Calasanz, de Santiago.